# 76272 De Jong
76272 De Jong este un asteroid din centura principală de asteroizi.

## Descriere
76272 De Jong este un asteroid din centura principală de asteroizi. A fost descoperit pe 8 martie 2000 la Haleakala în cadrul programului NEAT. Asteroidul prezintă o orbită caracterizată de o semiaxă mare de 2,77 ua, o excentricitate de 0,27 și o înclinație de 10,2° în raport cu ecliptica.